# 1900年のメジャーリーグベースボール
以下は、メジャーリーグベースボール（MLB）における1900年のできごとを記す。
12球団から8球団に縮小されたナショナルリーグはブルックリン・スーパーバス(後のドジャース)が2年連続3度目のリーグ優勝であった。そしてナショナルリーグだけの1リーグ体制はこの年が最後になった。
1899年のメジャーリーグベースボール - 1900年のメジャーリーグベースボール - 1901年のメジャーリーグベースボール

## できごと
ナショナルリーグでは前年まで加盟していたボルチモア・オリオールズ(1892-1899年)、ワシントン・セネタース (1891-1899年)、クリーブランド・スパイダーズ(1887-1899年)が解散し、ルイビル・カーネルズ(1892-1899年)はピッツバーグ・パイレーツに吸収合併されて、アメリカンアソシエーションと合併した1892年から続いた12球団体制は8球団体制に戻った。
この時の8チームはその後1953年にボストンがミルウォーキーに本拠地を移転するまで、53年間フランチャイズを変えることなく続き、クラシック・エイトとも呼ばれている。そして8球団体制は球団数を10球団に増やす1962年まで62年間続いた。

### クラシック・エイト
- ボストン・ビーンイーターズ（アトランタ・ブレーブス）
  - ボストン・レッドストッキングズ (1871年～)ー同レッドキャップス (1876年～)ー同ビーンイーターズ (1883年～)ー同ダブズ (1907年～)ー同ラスラーズ (1911年)ー同ブレーブス(1912年～) ー同ビーズ (1936年～) ー同ブレーブス (1941年～)ーミルウォーキー・ブレーブス (1953年～)ーアトランタ・ブレーブス (1966年～現在 )
- シカゴ・オーファンズ（シカゴ・カブス）
  - シカゴ・ホワイトストッキングス (1876年～）ーシカゴ・コルツ (1890年～）ーシカゴ・オーファンズ (1898年～)ーシカゴ・カブス (1902年～現在)
- ピッツバーグ・パイレーツ
  - ピッツバーグ・アレゲニーズ（1882年～）ーピッツバーグ・パイレーツ（1891年～現在 ）
- シンシナティ・レッズ
  - シンシナティ・レッドストッキングス (1882年～)ーシンシナティ・レッズ (1890年～)ーシンシナティ・レッドレッグス (1954年～)ーシンシナティ・レッズ (1959年～現在)
- セントルイス・カージナルス
  - セントルイス・ブラウンストッキングス(1882年)ーセントルイス・ブラウンズ (1883年～)ーセントルイス・パーフェクトズ (1899年)ーセントルイス・カージナルス (1900年～現在)
- ニューヨーク・ジャイアンツ（サンフランシスコ・ジャイアンツ）
  - ニューヨーク・ゴッサムズ (1883年～)ーニューヨーク・ジャイアンツ (1885年～)ーサンフランシスコ・ジャイアンツ (1958年～)
- フィラデルフィア・フィリーズ
  - フィラデルフィア・クエーカーズ (1883年～)ーフィラデルフィア・フィリーズ (1890年～現在)
- ブルックリン・スーパーバス（ロサンゼルス・ドジャース）
  - ブルックリン・アトランティックス (1884年)ー同グレイス (1885年～)ー同ブライドグルームス (1888年～)ー同グルームス (1891年～)ー同ブライドグルームス (1896年～)ー同スーパーバス (1899年～)ー同トロリードジャース (1911年～)ー同スーパーバス (1913年)ー同ロビンス (1914年～)ー同ドジャース (1932年～)ーロサンゼルス・ドジャース (1958年～現在)

### ホーナス・ワグナー
ピッツバーグ・パイレーツのホーナス・ワグナーは、この年に打率.381で首位打者となった。1897年にルイビル・カーネルズよりメジャーリーグデビューし2年目の1898年にレギュラーとなったが、球団オーナーバーニー・ドレイファスはピッツバーグ・パイレーツを買収してワグナーやルーブ・ワッデル投手、選手兼任監督フレッド・クラークなどカーネルズの主力をパイレーツに移籍させた。これは翌年のチーム削減の動きに備えたもので、1899年にカーネルズは消滅した。そしてパイレーツに移籍した1900年にワグナーの才能が開花し、自身初タイトルとなる首位打者をはじめ、最高長打率・最多二塁打・最多三塁打を獲得した。パイレーツはこの年一気に2位に浮上し、翌年にはリーグ初優勝し、ワグナーはその立役者となった。この1900年から1917年まで18年間パイレーツに所属し、1898年から1916年の19年間連続100試合以上出場し、1897年から17年連続3割以上を打ち、その間に首位打者8回、打点王5回、盗塁王5回のタイトルを獲得して、1936年に最初の殿堂入りを果たした。この最初の殿堂入りに選ばれたのは5人でにベーブ・ルース、タイ・カッブ、クリスティ・マシューソン、ウォルター・ジョンソンらがいて、この選ばれた5人の中に彼は入った。

### アメリカンリーグの動き
1894年に創設されてナショナルリーグ傘下のマイナーリーグであったウエスタン・リーグがこの年にアメリカンリーグに名称変更し、それと同時に8球団に縮小されたナショナルリーグから脱落したクリーブランドにフランチャイズを置くクリーブランド・ブルーバーズ(現在のクリーブランド・ガーディアンズ)や、またナショナルリーグの承認を経てシカゴにもフランチャイズ権を獲得してシカゴ・ホワイトストッキングス(現在のシカゴ・ホワイトソックス)と名乗り、そしてこの他にバッファロー、ミネアポリス、ミルウォーキー(ミルウォーキー・ブルーワーズを名乗り、その後セントルイスを経て現在のボルチモア・オリオールズとなる)、デトロイト(この当時からデトロイト・タイガースであった)、インディアナポリス、カンザスシティの8チームで1900年のリーグ戦を行い、シカゴ・ホワイトストッキングスが優勝した。

#### 1900年のアメリカンリーグ
なお1969年のアメリカプロ野球100周年を機にMLB機構の指定により『野球記録特別委員会』が設置され、そこで過去消滅したリーグを含め6つのリーグを「メジャーリーグ」として認める、という決定がなされたが、それらには1876年以降のナショナルリーグ、1901年以降のアメリカンリーグ、1882～1891年のアメリカン・アソシエーション、1884年のユニオン・アソシエーション、1890年のプレイヤーズ・リーグ、1914～1915年のフェデラル・リーグが認定されたが、その後に一部研究者からの異論として1871～1875年のナショナル・アソシエーション、1920～1948年のニグロ・リーグと合わせて、この「1900年のアメリカン・リーグ」もメジャーリーグとして認めるべきである、とする意見が出ている。

#### 二大リーグへの胎動
この年の暮れにニューヨークで開かれたナショナルリーグの代表者会議でアメリカンリーグ会長のバン・ジョンソンがボルチモアとワシントンにフランチャイズを置くことの承認を求めたが、ナショナルリーグが拒否したため、翌1901年初頭にバッファロー、ミネアポリス、インディアナポリス、カンザスシティを除名して新たにボルチモア(当初オリオールズを名乗り、その後ニューヨークに移転し現在のニューヨーク・ヤンキースとなる)、ワシントン(セネタースを名乗り、その後のミネソタ・ツインズとなる)、フィラデルフィア(アスレティックスを名乗り、その後のカンザスシティから現在のオークランド・アスレティックスとなる)、ボストン(アメリカンズを名乗り、その後のボストン・レッドソックスとなる)の4チームを加盟させてメジャーリーグであると宣言し1901年から現在に至る2リーグ体制がスタートした。

### クロニクルテレグラフ・カップ
この年のシーズン終了後、テンプル・カップ(1894～1897年)と同様の試みとして、ペンシルベニア州ピッツバーグの地元紙『ピッツバーグ・クロニクルテレグラフ』が提唱してクロニクルテレグラフ・カップ（Chronicle-Telegraph Cup）が開催された。ナショナルリーグで優勝したブルックリン・スーパーバスと2位に終わったピッツバーグ・パイレーツとの差は4.5ゲームであったが、投手実績(防御率や完投数など)ではパイレーツの方が上回ったので、ピッツバーグの地元紙『ピッツバーグ・クロニクルテレグラフ』が以前のテンプル・カップのように5回戦のポストシーズン・ゲームを企画し、銀製のカップ(現在クーパースタウンに展示)を提供したので、このシリーズはクロニクルテレグラフ・カップ（Chronicle-Telegraph Cup）と呼ばれ、結果はブルックリン・スーパーバスの3勝1敗に終わった。このシリーズはこの年の1回限りで終わったが、テンプル・カップに続くポストシーズン・ゲームの開催で、やがて二大リーグ並立の時代に入ってから、両リーグのチャンピオンチームによるワールドシリーズへの創設に大きな影響を及ぼすこととなった。

## 規則の改訂
- 本塁(ホームプレート)が正方形のゴム板から現在の五角形になった。

## 記録
- 7月7日　キッド・ニコルズが通算300勝を達成
- 7月12日　ヌードルズ・ハーンがノーヒットノーラン達成

## 最終成績

### ナショナルリーグ
| 順 | チーム                       | 勝利 | 敗戦 | 勝率 | G差  |
| -- | ---------------------------- | ---- | ---- | ---- | ---- |
| 1  | ブルックリン・スーパーバス   | 82   | 54   | .603 | --   |
| 2  | ピッツバーグ・パイレーツ     | 79   | 60   | .568 | 4.5  |
| 3  | フィラデルフィア・フィリーズ | 75   | 63   | .543 | 8.0  |
| 4  | ボストン・ビーンイーターズ   | 66   | 72   | .478 | 17.0 |
| 5  | セントルイス・カージナルス   | 65   | 75   | .464 | 19.0 |
| 6  | シカゴ・オーファンス         | 65   | 75   | .464 | 19.0 |
| 7  | シンシナティ・レッズ         | 62   | 77   | .446 | 21.5 |
| 8  | ニューヨーク・ジャイアンツ   | 60   | 78   | .435 | 23.0 |

## 個人タイトル

### ナショナルリーグ
| 項目   | 選手                             | 記録 |
| ------ | -------------------------------- | ---- |
| 打率   | ホーナス・ワグナー (PIT)         | .381 |
| 本塁打 | ハーマン・ロング (BSN)           | 12   |
| 打点   | エルマー・フリック (PHI)         | 110  |
| 得点   | ロイ・トーマス (PHI)             | 132  |
| 安打   | ウィリー・キーラー (BRO)         | 204  |
| 盗塁   | ジョージ・バン・ハルトレン (NYG) | 45   |
| 盗塁   | パッツィー・ドノヴァン (STL)     | 45   |

| 項目   | 選手                       | 記録 |
| ------ | -------------------------- | ---- |
| 勝利   | ジョー・マクギニティ (BRO) | 28   |
| 防御率 | ルーブ・ワッデル (PIT)     | 2.37 |
| 奪三振 | ヌードルズ・ハーン (CIN)   | 132  |
| 投球回 | ジョー・マクギニティ (BRO) | 343  |
| セーブ | フランク・キットソン (BRO) | 4    |

## 参考
- Baseball-Reference.com